# يحيئيل ليتر
يحيئيل "مايكل" ليتر (بالعبرية: יחיאל לייטר؛ من مواليد 1 أكتوبر 1959) هو مؤرخ فلسفي إسرائيلي أمريكي المولد ومحلل للسياسات العامة وحاخام وناشط استيطاني. وهو باحث مقيم في معهد هرتزل في القدس المحتلة. في 27 يناير 2025، تولى منصب السفير الإسرائيلي لدى الولايات المتحدة. كتب ليتر ثلاثة كتب والعديد من المقالات حول سياسات الشرق الأوسط. وهو منتسب إلى منتدى كوهيليت للسيارات.